# Juvansjön
Juvansjön är en sjö i Sollefteå kommun i Ångermanland och ingår i Ångermanälvens huvudavrinningsområde. Sjön har en area på 1,03 kvadratkilometer och ligger 237,1 meter över havet. Sjön avvattnas av vattendraget Uman (Juvanån).

## Delavrinningsområde
Juvansjön ingår i det delavrinningsområde (705048-157377) som SMHI kallar för Utloppet av Juvansjön. Medelhöjden är 270 meter över havet och ytan är 6,48 kvadratkilometer. Räknas de 19 avrinningsområdena uppströms in blir den ackumulerade arean 212,56 kvadratkilometer. Uman (Juvanån) som avvattnar avrinningsområdet har biflödesordning 2, vilket innebär att vattnet flödar genom totalt 2 vattendrag innan det når havet efter 154 kilometer. Avrinningsområdet består mestadels av skog (72 procent) och sankmarker (12 procent). Avrinningsområdet har 1,02 kvadratkilometer vattenytor vilket ger det en sjöprocent på 15,7 procent.